# Bootmanager
Ein Bootmanager (vom englischen bootstrap loader aus bootstrap für „Stiefelschlaufe“ und loader für „Ladeprogramm“ über die Verkürzung boot loader für „Urlader“ und manager für „Verwalter“ zur weiteren Verkürzung boot manager) ist ein Hilfsprogramm, das – sofern vorhanden – die Auswahl von mehreren Betriebssystemen beim Hochfahren (Booten) eines Rechners ermöglicht.

## Bootvorgang
Der Bootmanager ist ein Programm, das die Auswahl verschiedener Betriebssysteme auf einem Rechner ermöglicht. Beim Hochfahren eines Rechners wird dabei unter anderem das BIOS gestartet und von dort aus weiter über einen sogenannten Bootcode, den es im Master Boot Record (MBR) auf Sektor 0 einer Festplatte findet. Dieser enthält die Sektoradresse des Speichermediums auf den zu ladenden Bootloader oder Bootmanager. In der Regel sind die Sektoren 1…62 einer Festplatte ungenutzt und können für einen Bootmanagercode genutzt werden. Der Bootmanager zeigt ein Bootmenü an, in dem die startfähigen Betriebssysteme anwählbar sind.
Alternativ kann der Bootloader auch ein rudimentäres Betriebssystem starten, in dem ein entsprechend komfortableres Bootmanager-Menü möglich ist. Ist das nun gewählte Betriebssystem bereits geladen – also das, unter dem der Bootmanager läuft – wird mit der weiteren Konfiguration des Betriebssystems fortgefahren, andernfalls startet der Bootmanager den Boot-Loader für das alternative Betriebssystem. Um dessen Startadresse zu finden, benötigt der Bootmanager den zugehörigen MBR. Wurden verschiedene Betriebssysteme auf demselben Speichermedium installiert, muss sich dieser daher am Anfang einer zusätzlichen Partition – dem sogenannten Bootsektor der Installationspartition – befinden.

## Alternative
Auch einige Bootloader bieten heute bereits die hier beschriebene Wahl des Betriebssystems. Im Allgemeinen werden die beiden Begriffe Bootmanager und Boot-Loader daher heute auch synonym verwendet. Im Gegensatz zum Bootmanager, der ein umfangreicheres Betriebssystem erfordert, nutzt der Bootloader jedoch ausschließlich Funktionen des BIOS.